# Timarc (sàtrapa)
Timarc (en llatí Timarchus, en grec antic Τίμαρχος) va ser un dels favorits d'Antíoc, fill d'Antíoc III el Gran.
Va ser nomenat sàtrapa de Babilònia abans del 161 aC. Va administrar els afers de la província de forma poc satisfactòria. Després no va donar suport a Demetri I Sòter i fou destituït i executat per orde d'aquest, segons Appià després que es revoltés.